# The Clinic (filme)
The Clinic é um filme australiano de 2010 dirigido por James Rabbitts.